# Port lotniczy Rundu
Port lotniczy Rundu (IATA: NDU, ICAO: FYRU) – port lotniczy położony w Rundu, w Namibii.

## Linie lotnicze i połączenia
| Linia Lotnicza | Kierunek        |
| -------------- | --------------- |
| FlyNamibia     | 1. Windhuk-Eros |